# Journal of Physical Organic Chemistry
Journal of Physical Organic Chemistry é uma revista científica revisada por pares, publicada desde 1988 pela editora John Wiley & Sons. Cobre pesquisas sobre físico-química orgânica no seu sentido mais amplo e está disponível na internet e em versão impressa. Seu atual chefe de redação é Luis Echegoyen (da Universidade do Texas em El Paso).

## Artigos mais citados
Os seguintes artigos foram citados mais de 180 vezes:
1. Chiappe C, Pieraccini D. Ionic liquids: solvent properties and organic reactivity, 18 (4): 275-297, 2005
2. Carmichael AJ, Seddon KR. Polarity study of some 1-alkyl-3-methylimidazolium ambient-temperature ionic liquids with the solvatochromic dye, Nile Red, 13 (10): 591-595, 2000
3. Matyjaszewski K, Ziegler MJ, Arehart SV, et al. Gradient copolymers by atom transfer radical copolymerization, 13 (12): 775-786, 2000

## Resumo e indexação
A revista é indexada por Chemical Abstracts Service, Scopus, e Web of Science. De acordo com o Journal Citation Reports, seu fator de impacto em 2014 foi 1.38.